# Cyrtarachne termitophila
Cyrtarachne termitophila is een spinnensoort uit de familie van de wielwebspinnen (Araneidae).
De wetenschappelijke naam van de soort werd in 1952 gepubliceerd door Reginald Frederick Lawrence.